# Dornbirner EC
Dornbirner EC (celým názvem: Dornbirner Eishockeyclub) je rakouský klub ledního hokeje, který sídlí v Dornbirnu ve spolkové zemi Vorarlbersko. Založen byl v roce 1992. Od roku 2001 hrál druhou nejvyšší rakouskou soutěž - Nationalligu. Tuto soutěž dvakrát vyhrál - v letech 2008 a 2010, třikrát hrál neúspěšně ve finále. V sezóně 2012/13 se klub připojil poprvé v historii k nejvyšší rakouské soutěži. Klubové barvy jsou černá a bílá.
Své domácí zápasy odehrává v Messestadion Dornbirn s kapacitou 4 270 diváků.

## Historické názvy
- 1992 – EC Dornbirn (Eishockeyclub Dornbirn)
- 2003 – EC TRENDamin Dornbirn (Eishockeyclub TRENDamin Dornbirn)
- 2005 – EC-TREND Dornbirn (Eishockeyclub-TREND Dornbirn)
- 2008 – EC Dornbirn (Eishockeyclub Dornbirn)
- 2009 – EC hagn_leone Dornbirn (Eishockeyclub hagn_leone Dornbirn)
- 2012 – Dornbirner EC (Dornbirner Eishockeyclub)
- 2017 – Dornbirn Bulldogs

## Přehled ligové účasti
Zdroj:
- 2001–2012: Eishockey-Nationalliga (2. ligová úroveň v Rakousku)
- 2012– : Erste Bank Eishockey Liga (1. ligová úroveň v Rakousku / mezinárodní soutěž)

| Rakousko (2012 – ) |                   |           |                                                                                               |                                                                                               |                                                                                               |
| Sezóny             | Soutěž            | ZČ        | Play-off, nadstavba, sk. o udržení...                                                         | Poznámky                                                                                      |                                                                                               |
| 2012/13            | EBEL              | 11. místo | Ne                                                                                            |                                                                                               |                                                                                               |
| 2013/14            | EBEL              | 8. místo  | Čtvrtfinále Prohra s EC Red Bull Salzburg 2 : 4                                               |                                                                                               |                                                                                               |
| 2014/15            | EBEL              | 10. místo | Ne                                                                                            |                                                                                               |                                                                                               |
| 2015/16            | EBEL              | 6. místo  | Čtvrtfinále Prohra s Orli Znojmo 2 : 4                                                        |                                                                                               |                                                                                               |
| 2016/17            | EBEL              | 10. místo | Ne                                                                                            |                                                                                               |                                                                                               |
| 2017/18            | EBEL              | 7. místo  | Čtvrtfinále Prohra s EC Red Bull Salzburg 2 : 4                                               |                                                                                               |                                                                                               |
| 2018/19            | EBEL              | 9. místo  | Ne                                                                                            |                                                                                               |                                                                                               |
| 2019/20            | ICE Hockey League | 11. místo | Ročník zrušen po odehrání základní části a nadstavby z důvodu epidemie koronaviru SARS-CoV-2. | Ročník zrušen po odehrání základní části a nadstavby z důvodu epidemie koronaviru SARS-CoV-2. | Ročník zrušen po odehrání základní části a nadstavby z důvodu epidemie koronaviru SARS-CoV-2. |
| 2020/21            | ICE Hockey League | 6. místo  | Čtvrtfinále Prohra s EC Red Bull Salzburg 2 : 4                                               |                                                                                               |                                                                                               |
| 2021/22            | ICE Hockey League | 12. místo | Ne                                                                                            |                                                                                               |                                                                                               |
| 2022/23            | ICE Hockey League |           |                                                                                               |                                                                                               |                                                                                               |